# Колла Вайс
Колла Вайс – (ірл. - Colla Uais), він же Колла Вайс мак Еохайд Доймлен – верховний король Ірландії. Час правління: 306 – 310 роки н.е. (згідно з хроніками Джеффрі Кітінга) або 322 – 326 роки н.е. (згідно з «Книгою Чотирьох Майстрів»). Син Еохайда Доймлена, онук Кайрбре Ліфехаря (ірл. - Cairbre Lifechair) – верховного короля Ірландії. Його ім'я було Кайрелл (ірл. – Cairell). Було в нього два брати - Муйредах (ірл. – Muiredach), він же – Колла Фо Хрі (ірл. - Colla Fo Chrí) та Аед (ірл. – Áed), він же Колла Менн (ірл. - Colla Menn). В історію вони ввійшли як «Три Колла».

## Історія приходу до влади та правління
Три брати Колла влаштували змову проти верховного короля Ірландії Фіаха Срайбтіне (ірл. - Fíacha Sroiptine). У той час син короля Фіаха Сройптіне – Муйредах Тірех (ірл. - Muiredach Tirech) вів досить успішну війну в Мюнстері. Брати Колла стикалися з ним в битвах, але спершу отримали поразку. Але потім зібравши нові сили рушили в похід на верховного короля Фіаха Сройптіне. Друїд Дубхомар (ірл. – Dubchomar) передбачив, перед битвою, що якщо переможуть брати Колла, то ніхто з їхніх нащадків ніколи не буде королем Ірландії, якщо ж переможе король Фіаха Сройптіне, то ніхто з його нащадків ніколи не буде королем Ірландії. Ця битва ввійшла в історію як битва Дубхомара. Перемогли брати Колла і король Фіаха в битві був вбитий, владу захопив Колла Вайс, але справді - ніхто з нащадків Колла Вайса і його братів ніколи не були верховними королями Ірландії.

## Подальша доля та нащадки
Колла Вайс правив всього чотири роки. Після цього Муйредах Тірех зібрав сили, розбив у битві братів Колла та їх прибічників і вислав братів з трьома сотнями їх прибічників за межі Ірландії – в Албу (Албенех – ірландська назва нинішньої Шотландії). Справа в тому, що їхня мати – Айлех (ірл. – Ailech) була дочкою короля Альби, і вони були на службі в свого діда три роки. Після цього вони знову повернулись до Ірландії і з’явились до короля Муйредаха Тіреха з проханням взяти їх на службу. Вони сподівались, що король, виконуючи звичаєвий закон кровної помсти за свого батька вб’є їх і, таким чином, вони позбавляться прокляття і їхні нащадки стануть верховними королями Ірландії. Але Муйредах Тірех знав пророцтво і тому всупереч звичаю кровної помсти не тільки не вбив їх, але і взяв їх на службу. 
Після кількох років служби Муйредах Тірех вирішив, що братам Колла варто мати своє невеличке королівство – так буде справедливо. У ті часи Ірландія ділилась на п’ять великих королівств – Коннахт, Манстер, Ленстер, Улад, Міде – теоретично васальних по відношенню до верховного короля Ірландії, але кожне королівство мало свою королівську династію. Кожне королівство ділилося в свою чергу на дрібніші королівства, а ті на володіння вождів кланів. Між королівствами, кланами постійно виникали конфлікти та війни. Між верховним королем і васальними королівствами теж постійно виникали конфлікти. Тоді як раз виник конфлікт з королівством Улад і верховний король відправив братів Колла на війну пообіцявши в разі успіху землі для власного маленького васального королівства. Військо було набране в Коннахті – королівстві яке з давніх-давен ворогувало з Уладом. Важкі битви відбувалися біля Ахайд Лейхдейркк (ірл. - Achaidh Leithdeircc) – як сказано в легендах «сім битв за тиждень». У результаті цієї війни король Уладу Фергус Фога (ірл. - Fergus Foga) був вбитий, але Колла Менн теж загинув. Брати спалили Емайн Маху (ірл. - Emain Macha) – давню столицю королівства Улад (Ольстер). Після цього Емайн Маха занепала і більш ніколи не відродилася, так само як колись велике і сильне королівство Улад. Брати захопили велику територію і заснували королівство Айргіалла (ірл. – Airgíalla). Нащадки братів Колла досі живуть в Ольстері. З роду братів Колла походить свята Дерхайрхінн (ірл. – Derchairthinn) – VI століття.